# Wacław Maik
Wacław Maik ps. „Walerian Walter” (ur. 5 września 1913 we wsi Racot, zm. 18 kwietnia 1997 w Szczecinie) – kapitan piechoty Wojska Polskiego.

## Życiorys
Wacław Maik w Krotoszynie ukończył Państwowe Seminarium Nauczycielskie, zdając maturę  w 1933 roku oraz w latach 1933–1934 przy 69 pułku piechoty ukończył Dywizyjny Kurs Podchorążych Rezerwy. Następnie pracował jako kierownik szkół powszechnych w pow. pińskim: w latach 1934–1935 w Ohowie, w latach 1935–1938 w Duboi i w latach 1938–1939 w Brodnicy. Odbył ćwiczenia w 70 pułku piechoty i mianowany został podporucznikiem rez. piech. ze starszeństwem z 1 stycznia 1937 roku, a następnie przeniesiony do 84 pułku piechoty, w którym w 1938 roku odbył kolejne ćwiczenia.
23 marca 1939 roku został zmobilizowany do 84 pułku piechoty, w którym w 1 kompanii dowodził plutonem. W czasie kampanii wrześniowej dowodził plutonem w 1 kompanii, a po dotarciu do Modlina w 8 kompanii. Po kapitulacji Modlina został 26 listopada 1939 roku zwolniony z niewoli i powrócił w rodzinne strony, gdzie używał przybranego nazwiska Seweryn Granecki. Pod pseudonimem „Walerian Walter” był od sierpnia 1941 roku członkiem ZWZ-AK, a w początkowym okresie był komendantem Obwodu Jarocin z siedzibą w Pleszewie, następnie od 16 lipca do 11 listopada 1942 roku komendantem Obwodu Ostrów Wielkopolski, inspektorem rejonowym w Ostrowie Wlkp. i od 12 listopada 1942 roku zastępcą komendanta Okręgu Poznańskiego AK. Aresztowany przez gestapo 8 marca 1944 roku i więziony w Łodzi. 19 stycznia 1945 roku zbiegł z transportu i powrócił do Jarocina. 6 lutego 1945 roku zgłosił się do Wojska Polskiego, a do czasu powołania do służby pracował w Jarocinie w Powiatowym Urzędzie Propagandy i Informacji. 6 kwietnia 1945 roku został zmobilizowany z awansem do stopnia porucznika piech. i starszeństwem z 1 czerwca 1944 roku. Był w 39 pułku piechoty organizatorem i dowódcą kompanii strzeleckiej. Awansowany 31 grudnia 1945 roku do stopnia kapitana piech. W okresie grudzień 1945 – grudzień 1946 roku był w Centrum Wyszkolenia Piechoty na rocznym kursie oficerów sztabów wielkich jednostek, a po jego ukończeniu przydzielony został do sztabu 2 Dywizji Piechoty, w której był pomocnikiem szefa, a później pełniącym obowiązki szefa wydziału operacyjnego sztabu dywizji. 12 czerwca 1947 roku został na własna prośbę zdemobilizowany i osiadł w Kamieniu Pomorskim.
W latach 1947–1950 pracował jako prezes zarządu Spółdzielni „Odra” w Kamieniu Pomorskim i jednocześnie w latach 1949–1950 był prezesem zarządu PZGS „Kamień” oraz działał społecznie jako prezes zarządu powiatowego ZBOWiD. Później przeniósł się do Szczecina, gdzie w latach 1950–1953 w tamtejszym oddziale Spółdzielni Rolniczej „Samopomoc Chłopska” był kierownikiem działu handlowego, a później od 1954 roku na długie lata związał się ze Szczecińskim Przedsiębiorstwem Produkcji Leśnej „Las”, w którym był kierownikiem obrotu towarowego, kierownikiem handlowym, wreszcie zastępcą dyrektora. Zmarł 18 kwietnia 1997 roku w Szczecinie.

## Ordery i odznaczenia
- Krzyż Srebrny Orderu Wojskowego Virtuti Militari
- Krzyż Walecznych
- Srebrny Krzyż Zasługi